# Lucía Guilmáin
Lucía Gutiérrez Puerta (Cidade do México, 3 de agosto de 1942 - 15 de fevereiro de 2021) conhecida por seu nome artístico Lucía Guilmáin, foi uma atriz mexicana que iniciou sua carreira artística na década dos anos 60.

## Filmografia

### Telenovelas
- El hotel de los secretos (2016) ....Doña Consuelo Escandón
- Amor de barrio (2015) .... María José
- Un refugio para el amor (2012) .... Brígida
- Corazón salvaje (2009) .... Griselda
- Misión S.O.S. aventura y amor (2004) .... Ramona Acevedo
- Aventuras en el tiempo (2001) .... Crecencia Amargura de Limón.
- ¡Amigos x siempre! (2000) .... Maestra Victoria
- El privilegio de amar (1999)
- Vivo por Elena (1998) .... Enedina
- Desencuentro (1997) .... Laura
- La antorcha encendida (1996) .... China Poblana
- Marisol (1996) .... Romualda Martínez
- La dueña (1995) .... Consuelo
- Milagro y magia (1991) .... Macaria
- Días sin luna (1990) .... Lourdes
- La gloria y el infierno (1986) .... Concha
- Un solo corazón (1983) .... Amelia
- Por amor (1981) .... Paulina
- Juegos del destino (1981) .... Gabriela
- Marcha nupcial (1977) .... Lucila
- Los bandidos de Río Frío (1976) .... Juliana
- Entre brumas (1973) .... Mary